# Războaiele moldo-otomane

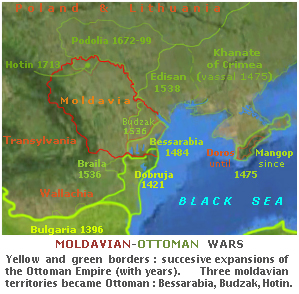
În roșu: Principatul Moldovei. În verde: expansiunea Imperiului Otoman în Principat și în împrejurimile sale. Principatul ortodox al Mangopului (în Crimea) a fost o vreme un aliat al Moldovei în timpul domniei lui Ștefan cel Mare până ce a fost cucerit de Turci în 1475.

Primul conflict dintre Moldova și Imperiul otoman, pentru care există dovezi istorice, a avut loc în timpul domniei lui Alexandru cel Bun, în 1420, când turcii au încercat să cucerească cetatea Chilia. Atacul nu a avut succes. În 1412, regele Sigismund al Ungariei i-a propus regelui Vladislav al Poloniei să împartă Moldova între cele două țări. Sigismund s-a plâns de faptul că moldovenii au refuzat să-i dea ajutor în expedițiile sale împotriva turcilor, dar regele Vladislav a susținut că moldovenii nu au putut să-l ajute pe Sigismund cu trupe, deoarece moldovenii l-au ajutat pe el, ca urmare Sigismund a trebuit să renunțe la pretențiile sale.
În 1444, Moldova a trimis trupe care s-au alăturat trupelor regelui Vladislav al III-lea în bătălia de la Varna. Turcii au avut cămile cu ei și, în caz de înfrângere, ei aruncau monede de aur și argint pe jos, cu scopul de a se destabiliza tactic inamicul. Moldovenii s-au dus după cămile pentru a aduna banii.
Între 1451 și 1457, Moldova a fost în război civil și, în timpul lui Petru Aron, principatul a plătit Porții un tribut anual de 2.000 de monede de aur.
În 1470, în timpul domniei lui Ștefan cel Mare, relația dintre Moldova și Poarta otomană a devenit ostilă, și a dus la mai multe confruntări, cele mai notabile fiind bătălia de la Vaslui, unde care turcii au fost învinși, și bătălia de la Valea Albă, în care Mahomed al II-lea a fost victorios, dar a fost forțat să se retragă.
În 1484, otomanii au reușit să anexeze Chilia și Cetatea Albă. 
După 1504, Moldova a căzut în declin și a fost forțată să accepte vasalitatea în fața Porții, dar conflictele puternice au avut loc până în secolul al XIX-lea, conflicte care au dus la perioade scurte de independență a țării.